# لورا إم. كوب
لورا إم. كوب (بالإنجليزية: Laura M. Cobb)‏ هي ممرضة وعسكرية أمريكية، ولدت في 11 مايو 1892 في أتشيسون في الولايات المتحدة، وتوفيت في 27 سبتمبر 1981 في ويتشيتا في الولايات المتحدة.

## معرض صور

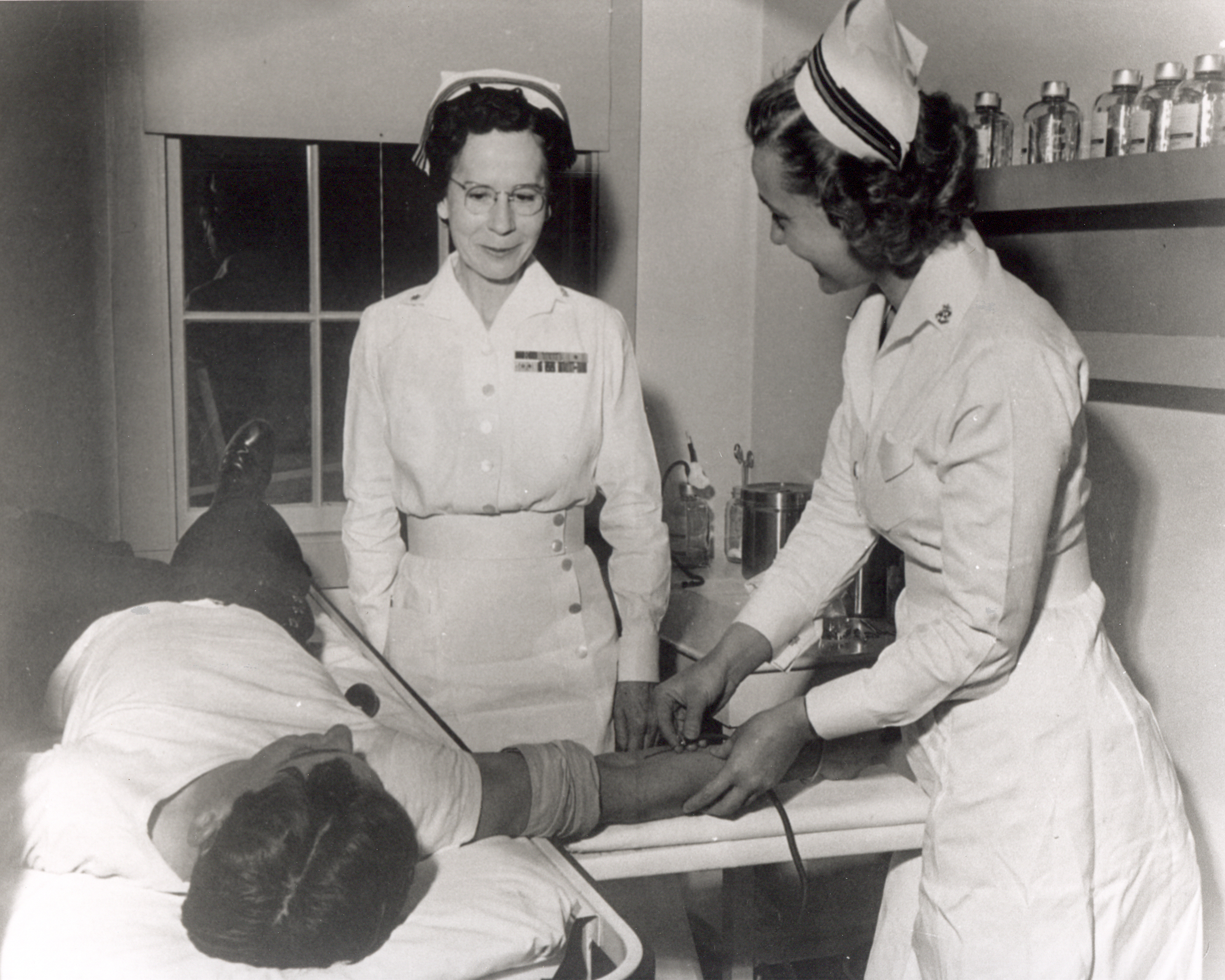
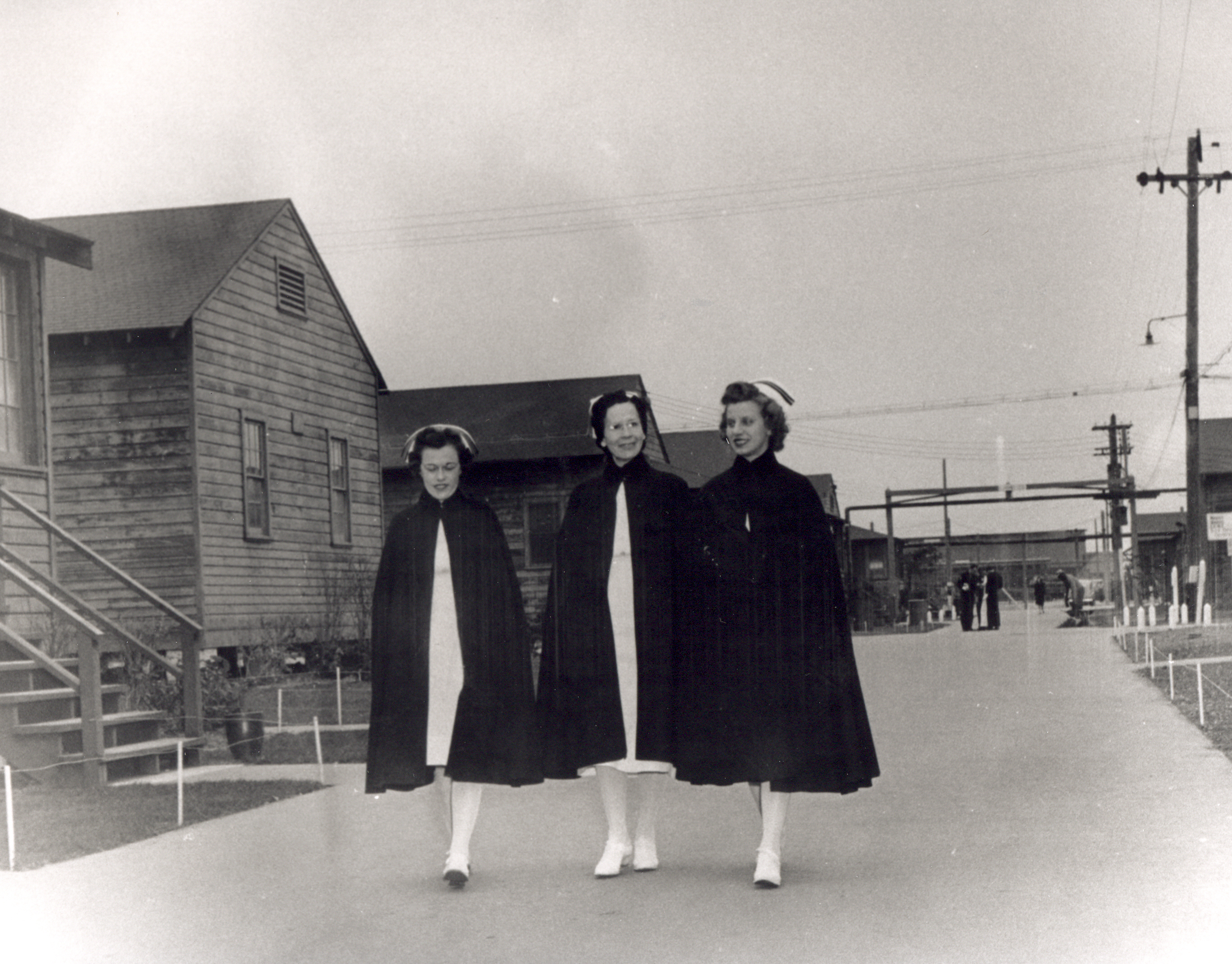
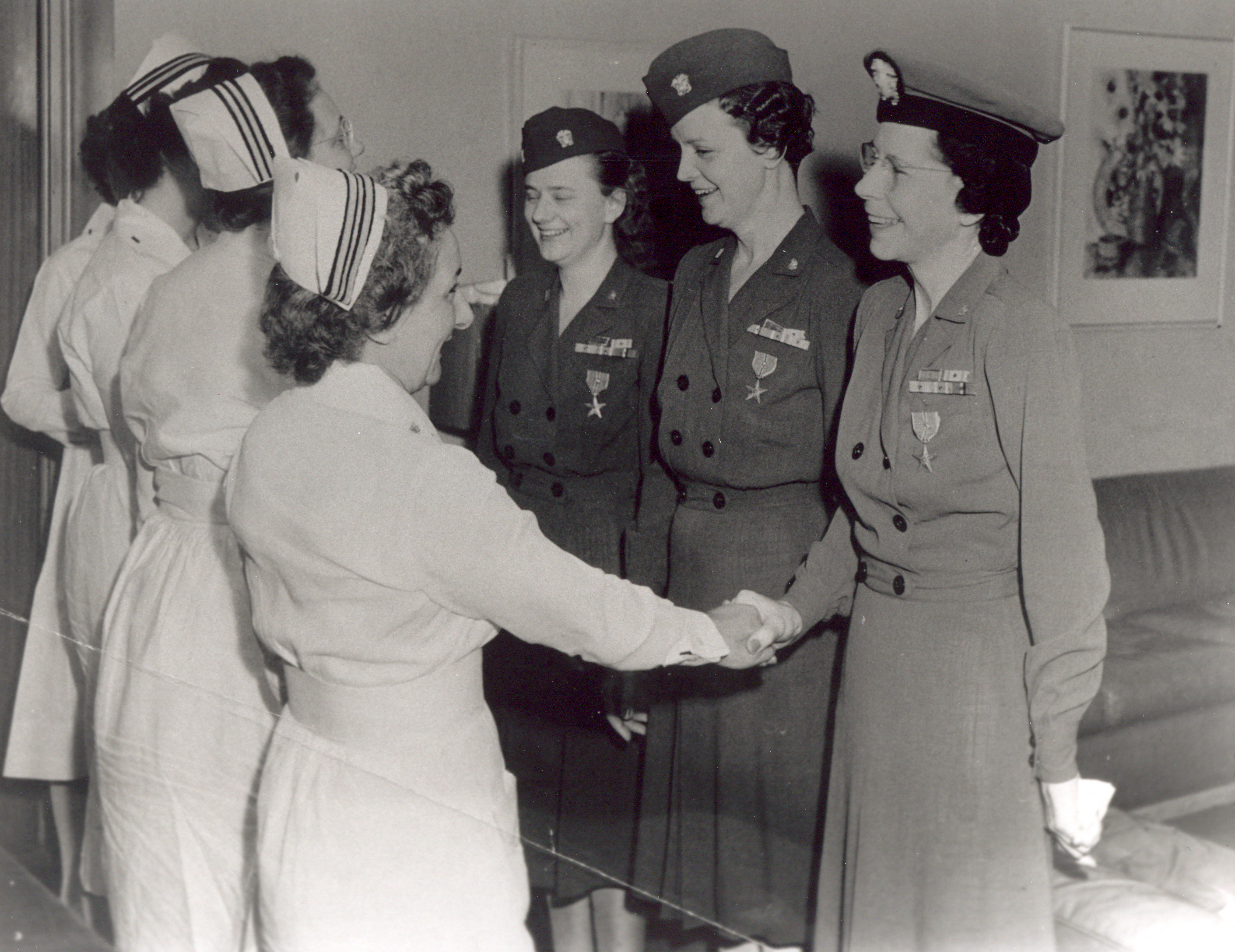